# C4H6O6
化学式C4H6O6（摩尔质量：150.09 g/mol）可能指：
- 二羟基丁二酸
  - 酒石酸（2,3-二羟基丁二酸），混合CAS号：526-83-0 
    - D-酒石酸（2S,3S），CAS号：147-71-7 
    - L-酒石酸（2R,3R），CAS号：87-69-4 
    - meso-酒石酸（2R,3S），CAS号：147-73-9 

  - 2,2-二羟基丁二酸，CAS号：60047-52-1
- 双过氧丁二酸，CAS号：2279-96-1

|  | 这个同类索引页列出了具有相同分子式的化学物（即同分異構體）条目。 除非您是有意链接至本页，否则应将相应条目的内部链接指向正确的条目。 |